# Рада ООН з прав людини

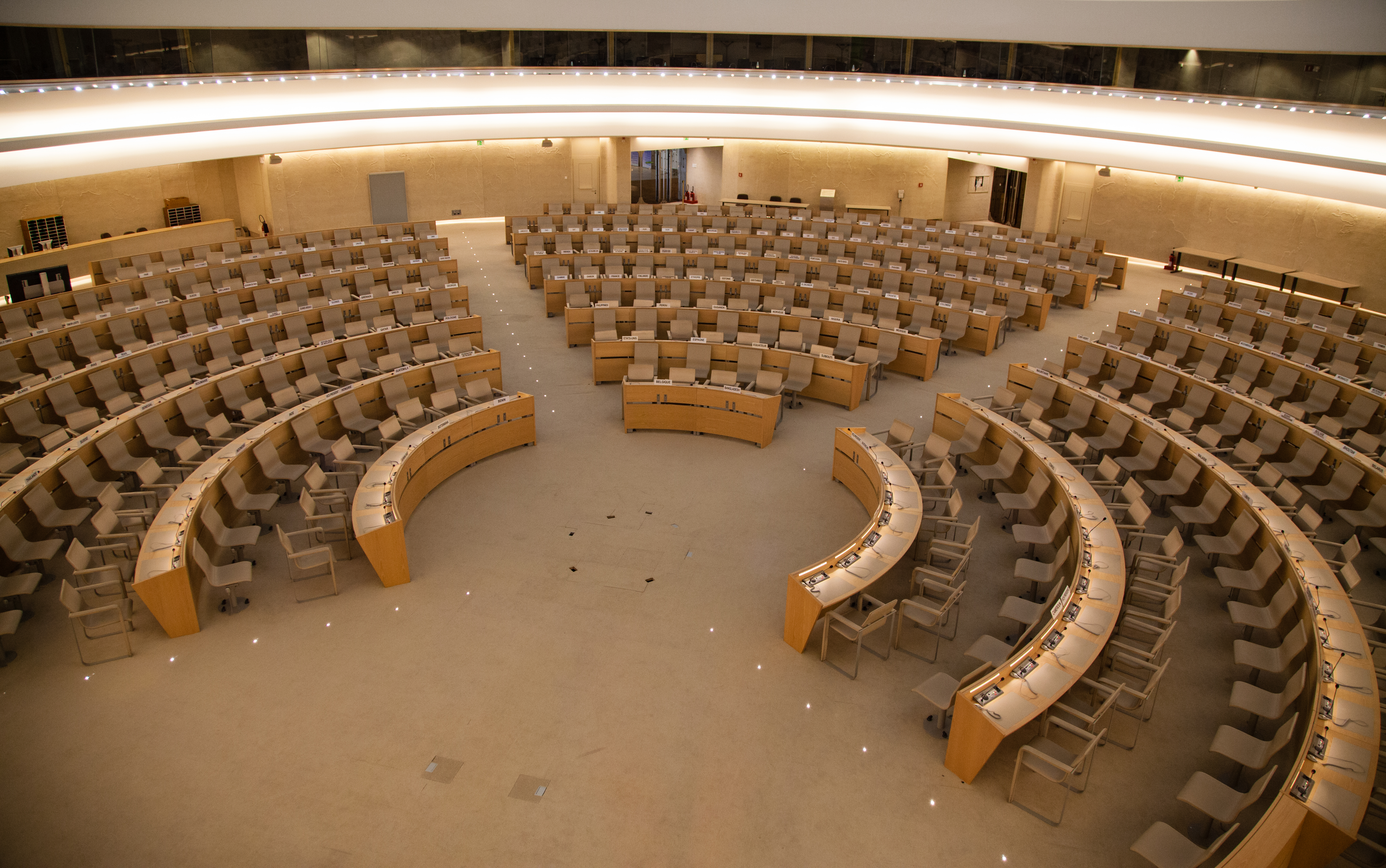

Рада ООН з прав людини (англ. The United Nations Human Rights Council, UNHRC) — міжнародний правозахисний орган у системі ООН, що замінив Комісію ООН з прав людини (UNCHR). Рада з прав людини є допоміжним органом Генеральної Асамблеї ООН. 

## Історія
Перше засідання Ради відбулося 19 червня 2006 року. Вона є головною в обговоренні і співпраці з прав людини. Здійснює загальні дослідження, готує рекомендації та проєкти міжнародно-правових актів у сфері захисту прав людини, заслуховує доповіді спеціально створених нею допоміжних органів.
7 квітня 2022 року Генасамблея ООН призупинила членство Росії у Раді з прав людини через грубі та систематичні порушення прав людини після вторгнення російських військ в Україну. За виключення РФ проголосували 93 країни, проти — 24. 10 травня Генасамблея ООН обрала Чехію членом Ради з прав людини замість Росії.
4 лютого 2025 року Президент США Дональд Трамп підписав Указ про вихід Сполучених Штатів із Ради ООН з прав людини.
5 лютого 2025 року, Міністр закордонних справ Ізраїлю оголосив про вихід країни з Ради ООН з прав людини через дискримінацію. За його словами, понад 20 % усіх резолюцій Ради були спрямовані проти його країни.

### Попередник
Рада утворена у 2006 році на базі Комісії ООН з прав людини, яка діяла з 1946. Раду очолює Верховний Комісар ООН з прав людини.
Комісія ООН з прав людини була створена 10 грудня 1946 року за рішенням Генеральної асамблеї ООН від 16 листопада 1946 року на основі статті 68 Статуту ООН. На неї було покладено надання допомоги Економічній і Соціальній Раді ООН (ЕКОСОР) при виконанні нею завдань з захисту прав людини.
15 березня 2006 року на основі резолюції 60/251 Генеральної Асамблеї ООН Комісія була перетворена на Раду ООН з прав людини. Рада складається з 47 держав-членів, які обираються відповідно до регіонального представництва. Інші держави мають статус спостерігача.
Резолюція про створення Ради визначила її основне завдання — проведення всеосяжних періодичних оглядів та виконання кожною державою її зобов'язань у сфері прав людини, які забезпечують універсальність і однакове ставлення до всіх держав, тобто універсальні періодичні огляди (УПО).

## Склад

### Поточний
| Термін    | Африка (13)                         | Азія (13)                                          | Східна Європа (6)                          | Латинська Америка (8)       | Західна Європа та інші (7) |
| --------- | ----------------------------------- | -------------------------------------------------- | ------------------------------------------ | --------------------------- | -------------------------- |
| 2022–2024 | Бенін Камерун Еритрея Гамбія Сомалі | Індія Казахстан Малайзія Катар ОАЕ                 | Литва Чорногорія                           | Аргентина Гондурас Парагвай | Фінляндія Люксембург       |
| 2021–2023 | Кот-д'Івуар Габон Малаві Сенегал    | КНР Непал Пакистан Узбекистан                      | Росія (членство призупинене) Чехія Україна | Болівія Куба Мексика        | Франція Велика Британія    |
| 2020–2022 | Лівія Мавританія Судан Намібія      | Індонезія Японія Маршаллові Острови Південна Корея | Вірменія Польща                            | Бразилія Венесуела          | Німеччина Нідерланди       |

### Попередній
| Термін  | Африка (13)                                  | Азія (13)                                           | Східна Європа (6)             | Латинська Америка (8)        | Західна Європа та інші (7)  |
| ------- | -------------------------------------------- | --------------------------------------------------- | ----------------------------- | ---------------------------- | --------------------------- |
| 2016—19 | Єгипет Руанда Туніс ПАР                      | КНР Ірак Японія Саудівська Аравія                   | Хорватія Угорщина             | Бразилія Куба                | Велика Британія США         |
| 2015—18 | Бурунді Кот-д'Івуар Ефіопія Кенія Того       | Південна Корея Киргизстан Монголія Філіппіни ОАЕ    | Грузія Словенія               | Еквадор Панама Венесуела     | Бельгія Німеччина Швейцарія |
| 2014—17 | Ботсвана Республіка Конго Гана Нігерія       | Бангладеш Індія Індонезія Катар                     | Албанія Латвія                | Болівія Сальвадор Парагвай   | Нідерланди Португалія       |
| 2013—16 | Алжир Марокко Намібія ПАР                    | КНР Мальдіви Саудівська Аравія В'єтнам              | Північна Македонія Росія      | Куба Мексика                 | Франція Велика Британія     |
| 2012—15 | Ефіопія Кот-д'Івуар Габон Кенія Сьєрра-Леоне | Японія Казахстан Пакистан Південна Корея ОАЕ        | Естонія Чорногорія            | Аргентина Бразилія Венесуела | Німеччина Ірландія США      |
| 2011—14 | Бенін Ботсвана Буркіна-Фасо Республіка Конго | Індія Індонезія Кувейт Філіппіни                    | Румунія Чехія                 | Чилі Коста-Рика Перу         | Італія Австрія              |
| 2010—13 | Ангола Лівія Мавританія Уганда               | Катар Малайзія Мальдіви Таїланд                     | Молдова Польща                | Еквадор Гватемала            | Швейцарія Іспанія           |
| 2009—12 | Джибуті Камерун Маврикій Нігерія Сенегал     | Бангладеш КНР Йорданія Киргизстан Саудівська Аравія | Росія Угорщина                | Куба Мексика Уругвай         | Бельгія Норвегія США        |
| 2008—11 | Буркіна-Фасо Габон Гана Замбія               | Бахрейн Японія Пакистан Південна Корея              | Словаччина Україна            | Аргентина Бразилія Чилі      | Франція Велика Британія     |
| 2007—10 | Єгипет Ангола Мадагаскар ПАР                 | Індія Індонезія Катар Філіппіни                     | Боснія і Герцеговина Словенія | Болівія Нікарагуа            | Нідерланди Італія           |
| 2006—09 | Джибуті Камерун Маврикій Нігерія Сенегал     | Бангладеш КНР Йорданія Малайзія Саудівська Аравія   | Азербайджан Росія             | Куба Мексика Уругвай         | Німеччина Канада Швейцарія  |
| 2006—08 | Габон Гана Малі Замбія                       | Японія Пакистан Шрі-Ланка Південна Корея            | Румунія Україна               | Бразилія Гватемала Перу      | Франція Велика Британія     |
| 2006—07 | Алжир Марокко ПАР Туніс                      | Бахрейн Індія Індонезія Бангладеш                   | Польща Чехія                  | Аргентина Еквадор            | Фінляндія Нідерланди        |

## Президент
| №  | Президент                       | Країна         | Термін                   |
| -- | ------------------------------- | -------------- | ------------------------ |
| 19 | Jürg Lauber                     | Швейцарія      | 01/01/2025 — до сьогодні |
| 18 | Omar Zniber                     | Марокко        | 01/01/2024 — 31/12/2024  |
| 17 | Václav Bálek                    | Чехія          | 01/01/2023 — 31/12/2023  |
| 16 | Federico Villegas               | Аргентина      | 01/01/2022 — 31/12/2022  |
| 15 | Nazhat Shameem                  | Фіджі          | 01/01/2021 — 31/12/2021  |
| 14 | Elisabeth Tichy-Fisslberger     | Австрія        | 01/01/2020 — 31/12/2020  |
| 13 | Coly Seck                       | Сенегал        | 01/01/2019 — 31/12/2019  |
| 12 | Vojislav Šuc                    | Словенія       | 01/01/2018 — 31/12/2018  |
| 11 | Joaquín Alexander Maza Martelli | Сальвадор      | 01/01/2017 — 31/12/2017  |
| 10 | Choi Kyong-lim                  | Південна Корея | 01/01/2016 — 31/12/2016  |
| 9  | Joachim Rücker                  | Німеччина      | 01/01/2015 — 31/12/2015  |
| 8  | Baudelaire Ndong Ella           | Габон          | 01/01/2014 — 31/12/2014  |
| 7  | Remigiusz Henczel               | Польща         | 01/01/2013 — 31/12/2013  |
| 6  | Laura Dupuy Lasserre            | Уругвай        | 19/06/2011 — 31/12/2012  |
| 5  | Sihasak Phuangketkeow           | Таїланд        | 19/06/2010 — 18/06/2011  |
| 4  | Alex Van Meeuwen                | Бельгія        | 19/06/2009 — 18/06/2010  |
| 3  | Martin Ihoeghian Uhomoibhi      | Нігерія        | 19/06/2008 — 18/06/2009  |
| 2  | Doru Romulus Costea             | Румунія        | 19/06/2007 — 18/06/2008  |
| 1  | Luis Alfonso de Alba            | Мексика        | 19/06/2006 — 18/06/2007  |